# Coelorinchus infuscus
Coelorinchus infuscus är en fiskart som beskrevs av Mcmillan och Paulin, 1993. Coelorinchus infuscus ingår i släktet Coelorinchus och familjen skolästfiskar. Inga underarter finns listade i Catalogue of Life.